# Balistrad
Balistrad è un giornale on-line haitiano creato nel 2018 da Fincy Pierre. Balistrad è pubblicato in francese e creolo haitiano.

## Descrizione
Balistrad si compone di due sezioni principali: "Le Journal", gestito da giornalisti professionisti, e "Le Blog", un forum collaborativo aperto per i blogger haitiani che desiderano trasmettere le proprie opinioni e richieste.

## Storia
Il giornale on-line Balistrad, il cui nome significa letteralmente “balaustra”, è stato lanciato l'11 febbraio 2018 sui social media da Fincy Pierre, fondatore di Balistrad Group.
Balistrad è una delle 168 fonti internazionali per la rassegna stampa "Agora francophone".
Balistrad è apparso per la prima volta il 9 marzo 2018.